# Pomeštak
Koordinati:   42°47′42″N, 17°20′30″E
Pomeštak je majhen nenaseljen otoček v Jadranskem morju. Pripada Hrvaški.
Pomeštak leži v Narodnem parku Mljet ob severni obali otoka Mljeta, imenovani Dno Mljeta, nasproti zaselka Poma, od katerega je oddaljen okoli 0,3 km. Njegova površina meri 0,234 km². Dolžina obalnega pasu je 2,67 km. Najvišji vrh je visok 45 mnm. Na otočku je urejena nudistična plaža.